# Кочиз
Кочиз (енгл. Cochise, апачки Shi-ka-She или A-da-tli-chi што значи „онај који има квалитет или снагу храста“; око 1805 – 8. јуна 1874) је био поглавица индијанског племена Чирикауа Апача које је живело на југозападу САД на територији данашњег Мексика (регион Сонора), Новог Мексика и Аризоне.
Био је један од најистакнутијих вођа Апача, заједно са Џеронимом и Мангас Колорадом, у борби за слободу свога народа.

## Биографија
О Кочизовом рођењу и раном детињству нема записаних података. Са његовим животом се упознајемо тек од времена када је постао вођа свог племена. На њиховом Јелику Чеиз је имало значење 'онај који је имао квалитет или снагу храста'.

### Изглед
Кочиз је био човек веома доминантног изгледа. Описали су га као крупног човека, тежио је око 175 lb (79 kg),‍:21 са мишићавим оквиром. Такође, био је врло висок за то време, око 180 cm, широких рамена. Имао је правилне црте лица, високо чело, црне очи и шиљат нос, а имао је и дугу црну косу у апачком стилу. Белци су говорили за њега да је био чист и уредан, а при опхођењу веома благ.

### Породица
Кочиз је био у браку са ћерком Мангаса Колорада Dos-tes-ey или Doh-teh-she, што значи „нешто већ скувано код логорске ватре“. Имали су два сина који су се звали Таса (1842–1876) и Наиче (1856–1919). Они су после очеве смрти наставили да се боре за права и слободу Апача.

### Шпански период
Кочиз је рођен у земљи Чирикауа која је била под шпанском влашћу од почетка 17. века. У првој половини 19. века, Мексико је стекао независност, али такође, имао и освајачке намере према Чирикауама. Сукоби су се наставили са Мексиканцима, а у једном од њих погинуо је Кочизов отац. Сам Кочиз је 1848. године за време апачког напада на Фронтерас у Сонори био заробљен, али је брзо ослобођен у размени заробљеника. Средином 19. века, Американци, који су изашли као победници из мексичко-америчког рата, почињу да долазе у земљу Чирикауа.
Кочиз и Чоконен-Чирикауа живели су у областима које су данас северна област Сонора у Мексику, Нови Мексико и Аризона и населили су их нешто пре доласка европских истраживача и колониста. Како су Шпанија, а касније и Мексико покушали да преузму власт над земљама Чирикауа, староседелачке групе постају све отпорније. Настајали су ратни сукоби у којима су Апачи углавном побеђивали. На крају су Шпанци покушали другачији приступ - покушали су да Апаче учине зависним дајући им старије ватрено оружје, оброке и алкохолна пића које је давала колонијална власт (то се звало "Галвезова мировна политика”). Након што је Мексико стекао независност од Шпаније и преузео контролу над овом територијом, прекинуо је ту праксу, највероватније због недостатка ресурса, или пак воље да се она настави. Различита Чирикауа племена наставила су побуне 1830-их да би стекли оно што су желели након што су Мексиканци престали да им продају ту робу.

### Долазак Американаца
Прве Американце који су дошли на територију Чирикауа, Кочиз је дочекао врло пријатељски. Дозволио им је да пролазе преко индијанске земље и да отворе станицу поштанских кола код Апачког кланца. У почетку, Индијанци су живели у миру са Американцима, трговали су и размењивали намирнице.

#### Догађај у поштанској станици
У фебруару 1861. године, Кочиз је позван у поштанску станицу на састанак са америчким официром Џорџом Бескамом. Пошто је мислио да се ради о неком договору, Кочиз је са собом повео брата, двојицу синоваца и рођаку са дететом. Међутим, чим су дошли, војници су их опколили и оптужили за отмицу 12-годишњег дечака мелеза и његове стоке. Кочиз је чуо за отмицу, али то није урадило његово племе. Предложио је да потражи дечака код других племена. Међутим, Бескам је наредио да се сви посетиоци ухапсе. На то је Кочиз скочио, распорио шаторско крило и под јаком паљбом побегао, рањен. Затим је заробио неке белце и покушао да их замени за рођаке, али је одбијен. После више неуспелих покушаја размене, Кочиз је побио своје заробљенике, а неколико дана касније Бескам је убио Кочизовог брата и синовце. Од тада, Кочиз почиње герилски рат против Американаца који је однео више живота него било који други индијански рат.

#### Герилски рат
Након догађаја у поштанској станици, уследили су бројни напади Апача на караване, поштанска кола, беле копаче,. Кочиз и Мангас су по сваку цену хтели да истерају Американце са територије Чирикауа.

#### Битка у Апачком кланцу
Један од највећих сукоба је била битка у Апачком кланцу 1862. године. Око петсто Апача,под вођством Кочиза и Мангаса Колорада, од којих је већина имала само лукове и стреле, сукобило се са неколико хиљада америчких војника, под генералом Џејмсом Хенријем Карлетоном, који су имали тешке топове које Индијанци до тада никада нису видели (сусрели су се само са малим топовима које су имали Шпанци). Усред битке, Мангас је тешко рањен. Кочиз је чврсто одлучио да му спасе живот. Није желео да рањеника препусти индијанским врачевима, већ га је одвео око 160 километара далеко, у Мексико, код чувеног хирурга који га је излечио. Према извиђачу Џону Ц. Церемонију и историчару Дану Л. Трапу, топовска ватра послала је Апаче у тренутно повлачење. Битка код Апачког кланца била је једна од ретких битака које су Апачи водили против војске Сједињених Америчких Држава. Апачке тактике су обично укључивале герилско ратовање. Капетана Томаса Робертса је овај сукоб навео на тражење нове руте, а то је била рута која је заобилазила кланац. Генерал Карлетон је несметано наставио према Новом Мексику и потом преузео дужност команданта територије.

#### Одлазак у брда
Од доласка Американаца у земљу Чирикауа, влада САД је покушавала да Индијанце протера са њихове територије и смести их у четири резервата у Новом Мексику и Аризони. Међутим, Апачи нису желели да живе у резервату. Због сталних сукоба, често су били организовани преговори о успостављању трајног мира. Тако је 1863. године, војни заповедник Едмонд Шерленд позвао Мангаса на преговоре о миру. Међутим, то је била превара слична оној са Кочизом у поштанској станици. Мангас је сурово убијен. Кочиз је то врло тешко поднео. Чврсто је решио да протера белце из своје постојбине по цени живота. Одлучио је да се више не одазива ни на један позив белих људи на преговоре. Повукао се у брда и наставио са још јачим герилским ратом. У лето, 1871. године, влада га је позвала у Вашингтон на преговоре јер је мислила да његов огроман углед међу индијанским племенима може да доведе до трајног мира. Међутим, он је одбио позив рекавши да нема поверења ни у војне, нити у цивилне представнике САД.

### Крај живота
У Кочизов логор у планинама 1872. године је дошао генерал Оливер Отис Хауард из Вашингтона ради преговора о миру. Био је изненађен љубазношћу и гостопримством. Дозволио је Кочизу и његовим саплеменицима да добију резерват на својој територији, у планинама Чирикауа. За индијанског заступника је постављен белац Том Џефордс, Кочизов велики и близак пријатељ.
У пролеће, 1874. године Кочиз се тешко разболео. Лекар кога је довео Том Џефордс није могао да установи узрок болести. Управо у то време, влада САД је донела одлуку да, ради уштеде, резерват Чирикауа споји са испоставом Топла врела у Новом Мексику, што је захтевало селидбу Чирикауа Апача. Поглавица, који је био стар и болестан, остао је равнодушан према сеоби јер је знао да ће укоро умрети. Међутим, његови синови су се жестоко успротивили. Кочиз је умро 8. јуна 1874. године. Сахрањен је у Драгонским планинама у Аризони. Данас се та локација назива Cochise’s Stronghold. Тачно место на коме почива знали су само Том Џефордс и Чирикауе који то никоме никада нису открили.
Чирикауа резерват је опстао до 1876. године, када је један инцидент са илегалним трговцима вискијем искоришћен за затварање резервата.

## Говор
Ово је део Кочизовог говора са једног од неуспелих преговора о миру (око 1870. године) са генералом Стјуартом Грејнџером:
„Кад сам био млад, пролазио сам овом земљом уздуж и попреко, од истока до запада, и у њој видео само Апаче. После много лета поново сам кроз њу прошао и видео да је нека друга раса дошла да је запоседне. Шта се то догађа? Зашто Апачи данас прижељкују смрт, зашто живот истиче из њих? Они тумарају по брдима и долинама и моле небеса да се сажале и сруче се на њих. Апачи су некад били велики народ, а данас су шака јада. Зато они прижељкују смрт и зато живот истиче из њих.“